# الحزب الجمهوري ريو غراندي دو سول
الحزب الجمهوري لريو غراندي دو سول (بالبرتغالية: Partido Republicano Rio-grandense) هو حزب سياسي برازيلي تأسس في 23 فبراير 1882. تم حله في عام 1937 بسبب حقبة فارغاس.